# 弘前市民会館
弘前市民会館（ひろさきしみんかいかん Hirosaki City Hall）は青森県弘前市の弘前公園内にあるコンサートホール・文化施設。

## 歴史・概要
市民会館開館前は約300人収容のホールしかなかったため、音楽・演劇・舞踊などの公演が可能な施設の建設を望む市民の声が高まり、竣工の約6年前に建設促進協議会が設立されて建設基金の募金として3000万円を超える寄付が集められた。
こうした建設機運の盛り上がりを受けて弘前市が建設を進めることになり、前川國男が設計を担当することになり、3つほどの建設候補地の中から弘前公園内を選んだとされている。
当施設の建設に伴い、旧大日本帝国陸軍第八師団・弾薬庫（明治末期建設）と市営相撲場（1947年（昭和22年）建設）は解体されることになった。
1962年（昭和37年）9月に起工式が行われ、1964年（昭和39年）5月1日に落成式が行われて完成した。
建設当時は「追手門から入ると岩木山の下側に松が見える」とされた景観の美しさを保つため、窓等のガラス面を内側に引っ込めるなどに凹凸のある外観とすることで、風景に溶け込むことを目指したとされている。
皮が付いた木や木目や節が目立つ木を型枠として用いる工法を採用し、それによって木目模様を強く写し取った打放しコンクリートで作られた内・外壁は、凹凸による陰影に富んだものに仕上げられていることも特徴である。
また、建物はホール棟と管理棟に分かれており、管理棟2階の食堂とホール棟のホワイエをつなぐ渡り廊下をカフェテラスとしての利用を想定して設計されたが、実際にカフェテラスとしての利用されるようになったのは2014年（平成26年）の新装開館以降となった。
なお、設計初期の完成模型では、ホール棟の楽屋側の壁面を反響板とする野外音楽堂を併設する設計であったが、実現しなかった。
大ホールは、開館時から西目屋村のブナで造られた凹凸がある木製の壁で、響の良いホールとして全国的に評価されている。
そのため、2013年（平成25年）の改修工事では音響を維持することを目的として壁はそのまま残す工法で行われた。
設計者の前川國男が紹介で、緞帳には棟方志功の御鷹揚げの妃々達々(おんたかあげのひひたちたち)が採用された。
舞台の床は開館時には檜製であったが、その後ヒバ製に変えられ、2013年（平成25年）の改修工事で再び檜に戻されることになった。
ホワイエにはシャンデリアがあり、2階に上がる階段から美しく見えるようになっている。
なお、照明は2013年（平成25年）の改修工事で舞台照明の一部を除いてLEDに切り替えられた。

## 運営
開館当初から教育施設の一つとしての位置付けがされていたため、歌舞伎や児童劇などの演劇やコンサート、講演などの自主事業を展開して、貸館的性格から脱却を目指した。
なお、照明や音響などの舞台装置の運用も、開館時から弘前市の職員が行っていたが、1990年（平成2年）からは専門業者への委託に切り替えられた。
また、中央公民館も併設されて子ども会事務局が館内に置かれたことから、弘前市における子ども会の活動の場となって「子どもの祭典」などが行われ、市民に幼少時から親しまれている。
コンサート・演劇のみならず、市の主催する催し物や市内・周辺市町村の学園祭など様々な行事で利用されている。

## 沿革
- 1961年（昭和36年）11月 - 三の丸への建設がほぼ決定[2]。
- 1962年（昭和37年）9月 - 起工式[2]。
- 1963年（昭和38年）11月 - 棟方志功へ緞帳の意匠を依頼[2]。
- 1964年（昭和39年）5月1日 - 落成[3]。
- 1990年（平成2年） - 照明や音響などの舞台装置の運用を専門業者に委託[10]。
- 2013年（平成25年）
  - 1月 - 成人式後に休館[4]。
  - 12月16日 - 改修工事が完了[4]。
- 2014年（平成26年）1月 - 新装開館[11]。

## 館内

### 大ホール棟
1・2階
- 大ホール（3,578m2　固定席　1,343席）

2階
- 楽屋（B:16m2　C:33.8m2　F:24.9m2）

中2階
- 親子室（7席）
- 楽屋（A:23.3m2）

3階
- 楽屋（D:18.9m2　E:21.3m2）

### 管理棟

#### 会議室
1階
- 大会議室（186m2）

2階
- 中会議室（95m2）
- 第1小会議室（78m2）
- 第2小会議室 （50m2）

#### その他
1階
- 事務室
- 男子休憩室
- 女子休憩室
- 応接室
- 湯沸室
- ロビー

2階
- 喫茶室baton（32席）
- 和室（63m2）
- ロビー

## アクセス

### 鉄道・バス
- 弘前駅中央口（JR奥羽本線・弘南鉄道弘南線）よりバス約20分、市役所前・市役所前公園入口下車、徒歩約5分。
  - 弘南バス（弘前バスターミナル発・弘前駅経由）
    - 100円バス　「市役所前」下車。 
      - 土手町循環100円バス　
      - ためのぶ号（12-3月運休、200円の区間もあり）　※復路（弘前駅方面行き）は「市役所前公園入口」より乗車。

    - 一般路線　「市役所前公園入口」下車。 
      - 駒越線（城西大橋経由）
      - 茂森線
      - 弘前～枯木平線（百沢経由）
      - 弘前～大秋・川原平線（田代経由）
      - 弘前～ロマントピア（水木在家）・相馬・藍内線
      - 真土経由　賀田線
      - ミニバス緑ヶ丘線　※弘前駅には停車しない。

- 中央弘前駅（弘南鉄道大鰐線）より弘前公園・弘前市役所方面へ徒歩約20分。

### 車
- 東北自動車道
  - 大鰐弘前ICより約25分。
  - 黒石ICより約30分。

## 周辺
園内にはほかに前川國男が設計した弘前市立博物館、弘前市緑の相談所がある。
- 藤田記念庭園
- 青森県立弘前工業高等学校
- 弘前市役所
- 追手門広場 
  - 弘前市立観光館
  - 弘前市立郷土文学館
  - 弘前市立弘前図書館
  - 弘前市立山車展示館
  - 旧弘前市立図書館
  - 旧東奥義塾外人教師館
- 東奥日報弘前支社
- 陸奥新報本社